# Martin Cajthaml
Martin Cajthaml (* 25. Dezember 1971 in Prag) ist ein tschechischer Philosoph.

## Leben
Nach dem Studium der Philosophie an der Karls-Universität in Prag (1991–1993) studierte er Philosophie und Psychologie an der Internationalen Akademie für Philosophie (IAP) in Liechtenstein, wo er 1996 seine Diplomarbeit verteidigte und 2000 promoviert wurde. Anschließend war er bis 2007 als Assistenzprofessor an der IAP tätig, bevor er an die Theologische Fakultät in Olmütz wechselte. Hier arbeitete er als Assistenzprofessor, seit 2010 leitet er die Abteilung für Philosophie und Patrologie. Er habilitierte sich 2011 an der Philosophischen Fakultät der Palacký-Universität in Olmütz. Er ist verheiratet und hat vier Kinder.
Er konzentriert sich hauptsächlich auf platonische Philosophie, Phänomenologie (Persönlichkeit von Jan Patočka) und Ethik von Dietrich von Hildebrand.

## Schriften (Auswahl)
- Analyse und Kritik des Relativismus. Heidelberg 2003, ISBN 3-8253-1578-9.
- als Herausgeber mit Aleš Havlíček: Plato’s Symposium. Proceedings of the Fifth Symposium Platonicum Pragense. Prag 2007, ISBN 978-80-7298-293-6.
- Evropa a péče o duši. Prag 2011, ISBN 978-80-7298-433-6.
- Europe and the care of the soul. Jan Patočka's conception of the spiritual foundations of Europe (= libri nigri. Band 35) Verlag Traugott Bautz, Nordhausen 2014, ISBN 978-3-88309-887-6.
- mit Vlastimil Vohánka: The Moral Philosophy of Dietrich Von Hildebrand. Washington, D. C. 2019, ISBN 978-0-8132-3250-8.